# 博比涅
51°21′24″N 33°53′37″E / 51.35667°N 33.89361°E
博比內（烏克蘭語：Бобине）是位於烏克蘭東北部的村莊，由蘇梅州科諾托普區的普蒂夫利市鎮負責管轄。該村距離普季夫利、普拉希夫卡和托夫切尼科韋1公里，海拔高度179米，2001年人口467。